# Anilocra gigantea
Anilocra gigantea es una especie de crustáceo isópodo marino del género Anilocra, familia Cymothoidae.
Fue descrita científicamente por Herklots en 1870.

## Distribución
Esta especie se encuentra en Indonesia y el Indo-Pacífico central.